# Hanušovice
Hanušovice (německy Hannsdorf) jsou město ležící asi 17 km severně od Šumperka, na soutoku řeky Moravy a říčky Branné. Nachází se zde významná železniční křižovatka a pivovar Holba. Žije zde přibližně 2 900 obyvatel.

## Historie města
Hanušovice a k nim patřící Vysoké Žibřidovice a Žleb lze zařadit k nejstarším obcím okresu Šumperk. Na základě listiny, datované 3. května 1325 postoupil rytíř Jan Wustehube kameneckému klášteru ve Slezsku Staré Město. Jmenovalo se Goldek (neboli zlatý kout), s deseti vesnicemi, mezi které patřila „Joannis villa“, tj. Janova-Hanušova ves, Syfirdesdorph – Žibřidovice a Waltersdorph – Valteřice. Vsi založené koncem 13. století dostaly názvy podle svých lokátorů Hanuše (Johanna), Žibřida (Siegfrieda) a Waltera. Tyto  tři vsi patřily od počátku do kolštejnského panství. Hynčice nad Moravou, které byly poprvé uvedeny v roce 1414, patřily k novohradsko-šumperskému panství a později se staly součástí panství velkolosinského. V Hanušovicích byl v roce 1351 kostel a fara, která byla jmenována v zakládací listině litomyšlského biskupství.
Během česko-uherských válek a následných bojů mezi kolštejnským pánem Hynkem ze Zvole a Jiříkem st. Tunklem z Brníčka a na Zábřeze byly Hanušovice vypáleny. Vysoké Žibřidovice a  Valteřice zpustly. K jejich obnově došlo až v šestnáctém století. Koncem šestnáctého století vyrostla na jižním okraji Hanušovic ves Holba. Ta však již patřila k rudskému panství. Během třicetileté války byly vsi opět ničeny. Až v druhé polovině sedmnáctého a během osmnáctého století se vzpamatovaly. S ohledem na farní kostel a školu se Hanušovice staly kulturním centrem okolí.
Až v druhé polovině devatenáctého století došlo k rozkvětu obce. Roku 1852 byla postavena úpravna lnu a šumperský podnikatel Eduard Oberleithner zde založil dvě přádelny lnu. V sedmdesátých letech patřil podnik k největším na Moravě a ve Slezsku. Zaměstnával kolem osmi set dělníků a dělnic. Technické vybavení podniku patřilo ke špičce v rakouskouherské monarchii. Další obyvatele obcí zaměstnávaly jindřichovské papírny nebo pivovar v Holbě, který zřídila společnost šumperských průmyslníků. Důležitou roli v rozvoji Hanušovic a okolí sehrála výstavba železniční tratě Šternberk –Šumperk –Králíky. Ta byla v polovině osmdesátých let devatenáctého století spojena v Hanušovicích s tratí Olomouc – Bruntál – Krnov – Frývaldov. V Hanušovicích tak vznikl významný železniční uzel, který doplnila roku 1905 lokální trať Hanušovice – Staré Město pod Sněžníkem. Do počátku dvacátého století zde vznikla řada menších podniků jako byla výroba zemědělských strojů, pila, koželužna, sodovkárna nebo kamenolomy. 
Roku 1923 byla Holba administrativně přičleněna k Hanušovicím, které byly povýšeny na městys. Z necelých devíti set obyvatel obou obcí z roku 1893 vzrostl jejich počet do roku 1930 na více než tři tisíce.
Během druhé světové války vzniklo v okolí obce několik zajateckých táborů. Na pozemcích hanušovické přádelny vznikla pobočka koncentračního tábora Gross Rosen pro polské židovské ženy.
V roce 1949 přibyly k Hanušovicím Hynčice nad Moravou. V roce 1975 se připojila obec Kopřivná, která se zase osamostatnila v roce 1991. V roce 1976 zůstaly k Hanušovicím připojeny Vysoké Žibřidovice a Žleb.
Dne 3. května 1975 uplynulo šest set padesát let od dochované první písemné zmínky o obci. Při této příležitosti byly Hanušovice roku 1975 povýšeny na město a v roce 1977 získaly nový městský znak.

### Povodně
Hanušovice patří historicky k vesnicím zbudovaným podél vodního toku – v údolí Hanušovického potoka v nadmořské výšce cca 480 m. Níže položené místo soutoku řeky Branné a řeky Moravy, navíc posílené o vody Krupé, zůstávalo dlouhou dobu trvale neosídleno. To se změnilo až po vzniku železniční stanice a založení průmyslových podniků v okolí.
Povodně zasáhly Hanušovice citelně v roce 1997. Měly charakter stoleté vody. Voda zalila ulice Pražskou, Dukelskou, Hlavní, Hynčickou, Sportovní a sídliště Holba. Evakuováno bylo asi 326 osob, zčásti pomocí vrtulníku. Kritický byl stav v úterý, kdy voda strhla železniční most přes Moravu a silniční most přes Brannou. Došlo k přerušení telefonního vedení i zásobování.
V roce 2024 se staly Hanušovice jedním z nejvíce postižených měst během povodní v září téhož roku. Již rozvodněná řeka Morava během velmi krátké doby vystoupala do té míry, že znemožnila provést evakuaci místních obyvatel. Dne 15. září 2024 došlo k protržení nedaleké hráze a rozlití povodňové vlny; voda se vylila do ulic a lidé zůstali uvězněni v domech. V téže době řeka Morava během povodně kulminovala v nedalekém Raškově, kde dosáhla výšky 427 cm a průtoku 331 m3/s. Povodně způsobily škody v podobě podemletí cest a dalšího ničení infrastruktury města.
| Rok            | 1869 | 1880 | 1890 | 1900 | 1910 | 1921 | 1930 | 1950 | 1961 | 1970 | 1980 | 1991 | 2001 | 2011 | 2021 |
| -------------- | ---- | ---- | ---- | ---- | ---- | ---- | ---- | ---- | ---- | ---- | ---- | ---- | ---- | ---- | ---- |
| Počet obyvatel | 2799 | 3373 | 3722 | 3924 | 4285 | 4181 | 4841 | 2919 | 3156 | 3051 | 3416 | 3754 | 3599 | 3253 | 3001 |

| Rok            | 1869 | 1880 | 1890 | 1900 | 1910 | 1921 | 1930 | 1950 | 1961 | 1970 | 1980 | 1991 | 2001 | 2011 | 2021 |
| -------------- | ---- | ---- | ---- | ---- | ---- | ---- | ---- | ---- | ---- | ---- | ---- | ---- | ---- | ---- | ---- |
| Počet obyvatel | 1237 | 1654 | 1939 | 2241 | 2673 | 2658 | 3351 | 2364 | 2442 | 2581 | 3069 | 3393 | 3347 | 2993 | 2724 |

## Pamětihodnosti

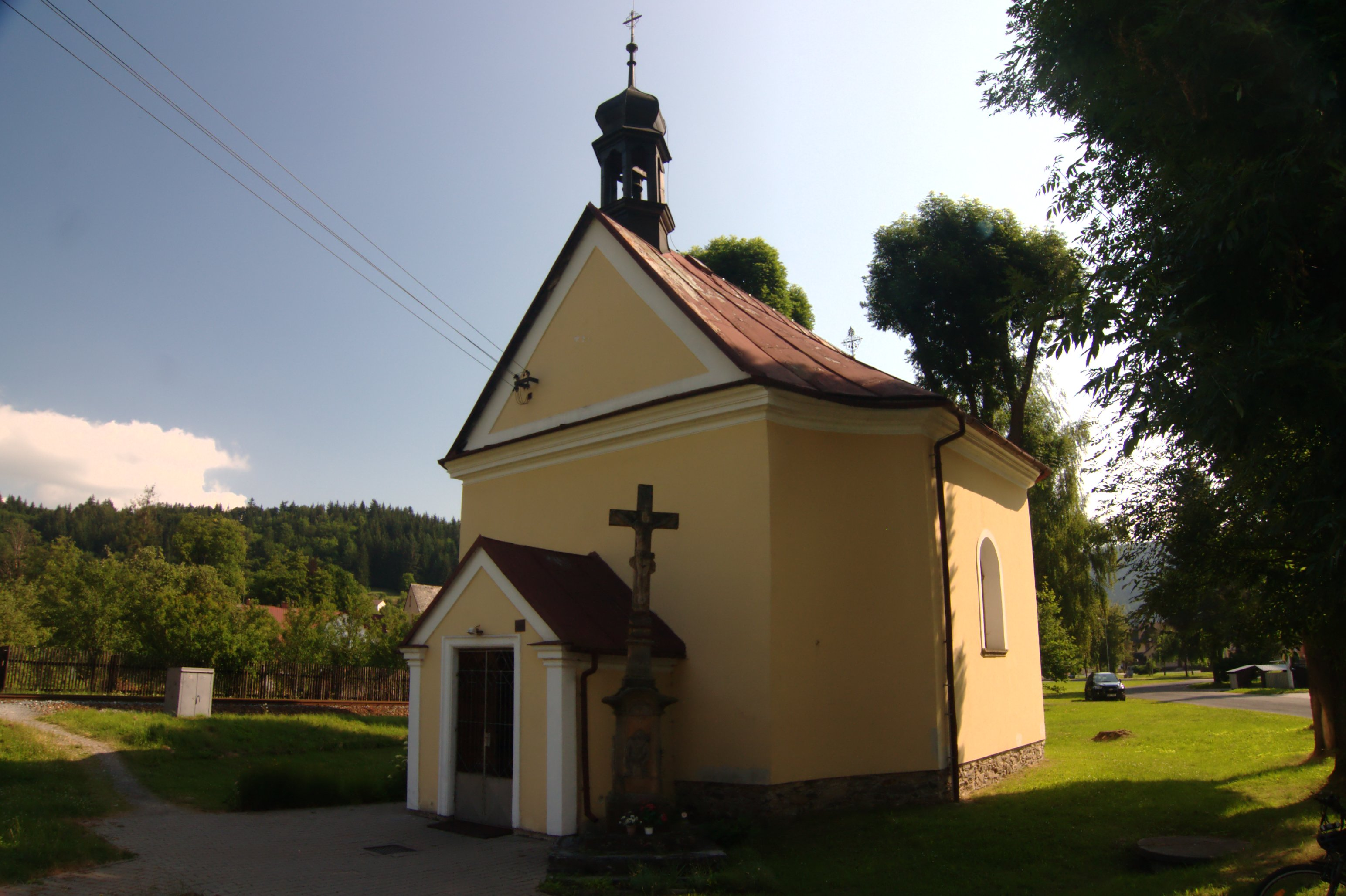
Kaple Obětování Panny Marie

V katastru obce jsou evidovány tyto kulturní památky:
- kostel sv. Mikuláše s farou a sochami – jednolodní barokní kostel z roku 1656, upravený v roce 1738; součástí areálu jsou další památkově chráněné objekty:
  - fara čp. 57 – empírová stavba z let 1833–1834
  - socha sv. Jana Nepomuckého – pozdně barokní skulptura, datovaná do roku 1754
  - sloup se sochou Panny Marie – empírová kamenická práce, datovaná do roku 1825
- Rychta (bývalá) čp. 58 – lidová architektura z počátku 19. století se starším jádrem
- Kaple Obětování Panny Marie – drobná barokní stavba z roku 1725
  - kříž u kaple – kamenická práce z roku 1827

Památky nechráněné zákonem:
- Nový hrad, zřícenina

Další stavby:
- kostel sv. Linharta ve Vysokých Žibřidovicích

## Doprava
Dopravu v Hanušovicích zajišťují 3 silnice II. třídy, a to 312 do Chocně, 369 ze Zábřehu do Lipové-lázní a 446 z Olomouce na hraniční přechod Staré Město/Nowa Morawa. 
Železniční dopravu zajišťují 3 jednokolejné neelektrifikované tratě, které se setkávají na tamějším nádraží.
- Železniční trať Šumperk - Krnov
- Železniční trať Hanušovice - Staré Město pod Sněžníkem
- Železniční trať Dolní Lipka - Hanušovice (pouze víkendový provoz)

## Členění města

Členění Hanušovic

Město Hanušovice se dělí na pět částí, které jsou shodné s katastrálními územími:
- Hanušovice
- Hynčice nad Moravou
- Potůčník
- Vysoké Žibřidovice
- Žleb

## Správní území
Hanušovice jsou obec s pověřeným obecním úřadem. Pod jeho správu spadají Branná, Hanušovice, Jindřichov, Kopřivná, Malá Morava, Staré Město, Šléglov a Vikantice

## Partnerská města
- obec Nitrianske Pravno, Slovensko